# Vòng loại Giải vô địch bóng đá thế giới 2018 – Khu vực Bắc, Trung Mỹ và Caribe (Vòng 5)
Vòng 5 của vòng loại giải vô địch bóng đá thế giới 2018 khu vực Bắc, Trung Mỹ và Caribe  diễn ra từ ngày 7 tháng 11 năm 2016 đến ngày 10 tháng 10 năm 2017.

## Thể thức
3 đội nhất bảng và 3 đội nhì bảng từ vòng 4 thi đấu vòng tròn tính điểm để chọn ra 3 đội xuất sắc nhất giành quyền tham dự World Cup 2018 và đội xếp thứ 4 giành quyền tham dự vòng play-off liên lục địa.
Buổi lễ bốc thăm cho vòng 5 sẽ diễn ra ngay sau khi vòng 4 hoàn thành.

## Các đội tham dự
Các đội nhất và nhì mỗi bảng ở vòng 4 đặc cách tham dự vòng đấu này.
| Bảng | Đội nhất bảng | Đội nhì bảng       |
| ---- | ------------- | ------------------ |
| A    | México        | Honduras           |
| B    | Costa Rica    | Panama             |
| C    | Hoa Kỳ        | Trinidad và Tobago |

| Nhóm position | Đội                |
| ------------- | ------------------ |
| 1             | Hoa Kỳ             |
| 2             | Panama             |
| 3             | Honduras           |
| 4             | Costa Rica         |
| 5             | México             |
| 6             | Trinidad và Tobago |

## Lượt đấu
Dưới đây là các lượt đấu ở vòng đấu này.
| Lượt đấu | Ngày                            |
| -------- | ------------------------------- |
| Lượt 1   | 7–15 tháng 11 năm 2016          |
| Lượt 2   | 7–15 tháng 11 năm 2016          |
| Lượt 3   | 20–28 tháng 3 năm 2017          |
| Lượt 4   | 20–28 tháng 3 năm 2017          |
| Lượt 5   | 5–13 tháng 6 năm 2017           |
| Lượt 6   | 5–13 tháng 6 năm 2017           |
| Lượt 7   | 28 tháng 8 – 5 tháng 9 năm 2017 |
| Lượt 8   | 28 tháng 8 – 5 tháng 9 năm 2017 |
| Lượt 9   | 2–10 tháng 10 năm 2017          |
| Lượt 10  | 2–10 tháng 10 năm 2017          |

## Kết quả bảng đấu
| Tiêu chí xếp hạng vòng loại Giải vô địch bóng đá thế giới 2018 |
| --- |
| Với thể thức sân nhà và sân khách, việc xếp hạng các đội trong mỗi bảng được dựa trên các tiêu chí sau đây (quy định các Điều 20.6 và 20.7): 1. Điểm số (3 điểm cho 1 trận thắng, 1 điểm cho 1 trận hòa, 0 điểm cho 1 trận thua) 2. Hiệu số bàn thắng thua 3. Số bàn thắng 4. Điểm số trong trận đấu giữa các đội 5. Hiệu số bàn thắng thua trong trận đấu giữa các đội 6. Số bàn thắng ghi được trong trận đấu giữa các đội 7. Số bàn thắng sân khách ghi được trong các trận đấu giữa các đội 8. Trận play-off trên sân trung lập (nếu được chấp thuận bởi FIFA), với hiệp phụ và đá sút luân lưu nếu cần |

| VT | Đội                | ST | T | H | B | BT | BB | HS  | Đ  | Giành quyền tham dự                |     |     |     |     |     |     |     |
| -- | ------------------ | -- | - | - | - | -- | -- | --- | -- | ---------------------------------- | --- | --- | --- | --- | --- | --- | --- |
| 1  | México             | 10 | 6 | 3 | 1 | 16 | 7  | +9  | 21 | Giành quyền tham dự World Cup 2018 |     |     | 2–0 | 1–0 | 3–0 | 1–1 | 3–1 |
| 2  | Costa Rica         | 10 | 4 | 4 | 2 | 14 | 8  | +6  | 16 | Giành quyền tham dự World Cup 2018 |     | 1–1 |     | 0–0 | 1–1 | 4–0 | 2–1 |
| 3  | Panama             | 10 | 3 | 4 | 3 | 9  | 10 | −1  | 13 | Giành quyền tham dự World Cup 2018 |     | 0–0 | 2–1 |     | 2–2 | 1–1 | 3–0 |
| 4  | Honduras           | 10 | 3 | 4 | 3 | 13 | 19 | −6  | 13 | Giành quyền tham dự trận play-off  |     | 3–2 | 1–1 | 0–1 |     | 1–1 | 3–1 |
| 5  | Hoa Kỳ             | 10 | 3 | 3 | 4 | 17 | 13 | +4  | 12 |                                    |     | 1–2 | 0–2 | 4–0 | 6–0 |     | 2–0 |
| 6  | Trinidad và Tobago | 10 | 2 | 0 | 8 | 7  | 19 | −12 | 6  |                                    | 0–1 | 0–2 | 1–0 | 1–2 | 2–1 |     |     |

## Kết quả
| Honduras | 0–1                                 | Panama      |
| -------- | ----------------------------------- | ----------- |
|          | Chi tiết (FIFA) Chi tiết (CONCACAF) | Escobar 22' |

| Trinidad và Tobago | 0–2                                 | Costa Rica                    |
| ------------------ | ----------------------------------- | ----------------------------- |
|                    | Chi tiết (FIFA) Chi tiết (CONCACAF) | Bolaños 65' · Matarrita 90+2' |

| Hoa Kỳ   | 1–2                                 | México                  |
| -------- | ----------------------------------- | ----------------------- |
| Wood 49' | Chi tiết (FIFA) Chi tiết (CONCACAF) | Layún 20' · Márquez 89' |

| Honduras                                   | 3–1                                 | Trinidad và Tobago |
| ------------------------------------------ | ----------------------------------- | ------------------ |
| Quioto 16' · Izaguirre 19' · Hernández 80' | Chi tiết (FIFA) Chi tiết (CONCACAF) | Mitchell 51'       |

| Panama | 0–0                                 | México |
| ------ | ----------------------------------- | ------ |
|        | Chi tiết (FIFA) Chi tiết (CONCACAF) |        |

| Costa Rica                                    | 4–0                                 | Hoa Kỳ |
| --------------------------------------------- | ----------------------------------- | ------ |
| Venegas 43' · Bolaños 69' · Campbell 74', 77' | Chi tiết (FIFA) Chi tiết (CONCACAF) |        |

| Trinidad và Tobago | 1–0                                 | Panama |
| ------------------ | ----------------------------------- | ------ |
| Molino 37'         | Chi tiết (FIFA) Chi tiết (CONCACAF) |        |

| México                    | 2–0                                 | Costa Rica |
| ------------------------- | ----------------------------------- | ---------- |
| Hernández 7' · Araujo 45' | Chi tiết (FIFA) Chi tiết (CONCACAF) |            |

| Hoa Kỳ                                                         | 6–0                                 | Honduras |
| -------------------------------------------------------------- | ----------------------------------- | -------- |
| Lletget 5' · Bradley 27' · Dempsey 32', 49', 54' · Pulisic 46' | Chi tiết (FIFA) Chi tiết (CONCACAF) |          |

| Honduras   | 1–1                                 | Costa Rica |
| ---------- | ----------------------------------- | ---------- |
| Lozano 35' | Chi tiết (FIFA) Chi tiết (CONCACAF) | Waston 68' |

| Trinidad và Tobago | 0–1                                 | México       |
| ------------------ | ----------------------------------- | ------------ |
|                    | Chi tiết (FIFA) Chi tiết (CONCACAF) | D. Reyes 58' |

| Panama    | 1–1                                 | Hoa Kỳ      |
| --------- | ----------------------------------- | ----------- |
| Gómez 44' | Chi tiết (FIFA) Chi tiết (CONCACAF) | Dempsey 40' |

| Hoa Kỳ           | 2–0                                 | Trinidad và Tobago |
| ---------------- | ----------------------------------- | ------------------ |
| Pulisic 52', 62' | Chi tiết (FIFA) Chi tiết (CONCACAF) |                    |

| Costa Rica | 0–0                                 | Panama |
| ---------- | ----------------------------------- | ------ |
|            | Chi tiết (FIFA) Chi tiết (CONCACAF) |        |

| México                                | 3–0                                 | Honduras |
| ------------------------------------- | ----------------------------------- | -------- |
| Alanís 35' · Lozano 63' · Jiménez 66' | Chi tiết (FIFA) Chi tiết (CONCACAF) |          |

| México   | 1–1                                 | Hoa Kỳ     |
| -------- | ----------------------------------- | ---------- |
| Vela 23' | Chi tiết (FIFA) Chi tiết (CONCACAF) | Bradley 6' |

| Panama                    | 2–2                                 | Honduras             |
| ------------------------- | ----------------------------------- | -------------------- |
| Pérez 41' · R. Torres 90' | Chi tiết (FIFA) Chi tiết (CONCACAF) | Quioto 5' · Elis 66' |

| Costa Rica          | 2–1                                 | Trinidad và Tobago |
| ------------------- | ----------------------------------- | ------------------ |
| Calvo 1' · Ruiz 44' | Chi tiết (FIFA) Chi tiết (CONCACAF) | Molino 35'         |

| Hoa Kỳ | 0–2                                 | Costa Rica     |
| ------ | ----------------------------------- | -------------- |
|        | Chi tiết (FIFA) Chi tiết (CONCACAF) | Ureña 30', 82' |

| Trinidad và Tobago | 1–2                                 | Honduras                 |
| ------------------ | ----------------------------------- | ------------------------ |
| J. Jones 67'       | Chi tiết (FIFA) Chi tiết (CONCACAF) | - A. Lopez 7' - Elis 16' |

| México     | 1–0                                 | Panama |
| ---------- | ----------------------------------- | ------ |
| Lozano 53' | Chi tiết (FIFA) Chi tiết (CONCACAF) |        |

| Honduras   | 1–1                                 | Hoa Kỳ   |
| ---------- | ----------------------------------- | -------- |
| Quioto 27' | Chi tiết (FIFA) Chi tiết (CONCACAF) | Wood 85' |

| Costa Rica | 1–1                                 | México            |
| ---------- | ----------------------------------- | ----------------- |
| Ureña 83'  | Chi tiết (FIFA) Chi tiết (CONCACAF) | Gamboa 42' (l.n.) |

| Panama                                             | 3–0                                 | Trinidad và Tobago |
| -------------------------------------------------- | ----------------------------------- | ------------------ |
| - G. Torres 39' - Mitchell 58' (l.n.) - Arroyo 85' | Chi tiết (FIFA) Chi tiết (CONCACAF) |                    |

| Hoa Kỳ                                              | 4–0                                 | Panama |
| --------------------------------------------------- | ----------------------------------- | ------ |
| - Pulisic 8' - Altidore 19', 43' (ph.đ.) - Wood 63' | Chi tiết (FIFA) Chi tiết (CONCACAF) |        |

| México                                          | 3–1                                 | Trinidad và Tobago |
| ----------------------------------------------- | ----------------------------------- | ------------------ |
| - Lozano 78' - J. Hernández 88' - Herrera 90+4' | Chi tiết (FIFA) Chi tiết (CONCACAF) | Winchester 66'     |

| Costa Rica   | 1–1                                 | Honduras      |
| ------------ | ----------------------------------- | ------------- |
| Waston 90+5' | Chi tiết (FIFA) Chi tiết (CONCACAF) | Hernández 66' |

| Honduras                                   | 3–2                                 | México                   |
| ------------------------------------------ | ----------------------------------- | ------------------------ |
| - Elis 34' - Ochoa 54' (l.n.) - Quioto 60' | Chi tiết (FIFA) Chi tiết (CONCACAF) | - Peralta 17' - Vela 39' |

| Panama                          | 2–1                                 | Costa Rica  |
| ------------------------------- | ----------------------------------- | ----------- |
| - G. Torres 53' - R. Torres 88' | Chi tiết (FIFA) Chi tiết (CONCACAF) | Venegas 36' |

| Trinidad và Tobago                   | 2–1                                 | Hoa Kỳ      |
| ------------------------------------ | ----------------------------------- | ----------- |
| - Gonzalez 17' (l.n.) - A. Jones 37' | Chi tiết (FIFA) Chi tiết (CONCACAF) | Pulisic 47' |

## Danh sách cầu thủ ghi bàn
5 bàn
- Christian Pulisic

4 bàn
- Romell Quioto
- Clint Dempsey

3 bàn
- Marco Ureña
- Alberth Elis
- Hirving Lozano
- Bobby Wood

2 bàn
- Christian Bolaños
- Joel Campbell
- Johan Venegas
- Kendall Waston
- Eddie Hernández
- Javier Hernández
- Carlos Vela
- Gabriel Torres
- Román Torres
- Kevin Molino
- Jozy Altidore
- Michael Bradley

1 bàn
- Francisco Calvo
- Rónald Matarrita
- Bryan Ruiz
- Emilio Izaguirre
- Alexander Lopez
- Anthony Lozano
- Oswaldo Alanís
- Néstor Araujo
- Héctor Herrera
- Raúl Jiménez
- Miguel Layún
- Rafael Márquez
- Oribe Peralta
- Diego Reyes
- Abdiel Arroyo
- Fidel Escobar
- Gabriel Gómez
- Blas Pérez
- Alvin Jones
- Joevin Jones
- Carlyle Mitchell
- Shahdon Winchester
- Sebastian Lletget

phản lưới nhà
- Cristian Gamboa (trong trận gặp México)
- Guillermo Ochoa (trong trận gặp Honduras)
- Carlyle Mitchell (trong trận gặp Panama)
- Omar Gonzalez (trong trận gặp Trinidad và Tobago)